# Tohoku Electric Power
La Tohoku Electric Power Co., Inc. (東北電力株式会社?, Tōhoku Denryoku Kabushiki Kaisha) è un'società per azioni giapponese specializzata nella produzione e distribuzione di energia elettrica, che serve 7,6 milioni di clienti privati e aziendali in sei prefetture della regione di Tōhoku oltre che nella prefettura di Niigata. Fornisce elettricità a 100 V, 50 Hz, benché alcune aree usino 60 Hz.
La Tohoku Electric Power è la quarta più grande società elettrica del Giappone in termini di fatturato, dietro la TEPCO, la KEPCO e la Chubu Electric Power.

## Azionisti
- Nippon Life Insurance Company 3,9%
- Japan Trustee Services Bank 3,8%
- The Master Trust Bank of Japan 3,6%

## Incidenti
L'11 marzo 2011, parecchi reattori nucleari in Giappone furono gravemente danneggiati dal terremoto e maremoto del Tōhoku. Nella centrale nucleare di Onagawa scoppiò un incendio nella sezione delle turbine dell'impianto.
Al fine di compensare la perdita di elettricità derivante dall'impianto con il reattore danneggiato, la Tohoku annunciò che avrebbe riavviato una centrale a gas naturale dismessa. L'unità n. 1 alimentata a gas naturale e petrolio presso la centrale di Higashi Niigata, nella prefettura di Niigata, aveva una capacità di 350 megawatt e si prevedeva di metterla in funzione entro l'inizio di giugno 2011.